# پتر اشترتنیچک
پتر اشتِرتِنیچِک (چکی: Petr Čtvrtníček; ۵ آوریل ۱۹۶۴ – )  بازیگر، و کمدین اهل کشور جمهوری چک است. وی از سال ۱۹۸۶ میلادی تاکنون مشغول فعالیت بوده‌است.
از فیلم‌ها یا برنامه‌های تلویزیونی که وی در آن نقش داشته‌است می‌توان به بندر و بی‌حیا اشاره کرد.